# Mastira
Mastira là một chi nhện trong họ Thomisidae.